# Félix Maciá y Bonaplata
Félix Maciá y Bonaplata (Barcelona, 1838-Barcelona, 1891) fue un empresario, ingeniero y político español.

## Biografía
Nacido según alguna fuente en 1838 en Barcelona, cursó estudios de ingeniería. Propietario en Gerona de los periódicos La Lucha y La Nueva Lucha (1887), fue autor de obras agronómicas. Como poĺítico desempeñó el cargo de alcalde de Barcelona en 1890 y ocupó varias veces escaño de diputado a Cortes, obtenidos en las elecciones de agosto de 1872, 1879, 1881, 1884 y 1886. Maciá, que fue promotor de la línea férrea que unía Granollers con San Juan de las Abadesas, falleció, «deprimido y endeudado», en 1891, el día 5 de octubre, en Barcelona.